# Alberti (partido)
Pour les articles homonymes, voir Alberti.
Le partido d'Alberti est une subdivision de la province argentine de Buenos Aires. Créé en 1910 à partir de territoire pris des partidos de Chivilcoy, Chacabuco, Bragado et Veinticinco de Mayo. Sa capitale est Alberti. Il doit son nom au prêtre et homme politique Manuel Alberti.

## Localités
- Alberti
- Achupallas (ou Villa Grisolía)
- Coronel Seguí
- Mechita
- Plá
- Villa Ortiz (ou Coronel Mom)
- Villa María

### Lieux-dits
- Larrea
- Emita
- Palantelén
- Presidente Quintana
- Baudrix
- Villa María